# Hyperlopha flexuosa
Hyperlopha flexuosa är en fjärilsart som beskrevs av Pierre E.L. Viette 1968. Hyperlopha flexuosa ingår i släktet Hyperlopha och familjen nattflyn. Inga underarter finns listade i Catalogue of Life.